# Тимофей (Севичу)
Архиепископ Тимофей (рум. Arhiepiscop Timotei, в миру Траян Петру Севичу, рум. Traian Petru Seviciu; 4 июня 1936, Тимишоара) — епископ Румынской православной церкви, архиепископ Арадский, Иенопольский и Хэлмаджуский (Банатская митрополия).

## Биография
4 июня 1936 года в Тимишоаре, Румыния, в семье Кая и Виоары. В 1948 году поступил в начальную школу в Тимишоаре, а затем обучался в лицее им. Константина Дьяконовича Логи в Тимишоаре, который окончил 1953 году. В 1953 году поступил в Богословский институт в Бухаресте, который окончил со степенью лицентиата по богословию за сочинение «Христология и сотериология святого Афанасия Великого». В 1957—1960 годах обучался в докторантуре того же института со первой специализацией по патрологии и второй — по всемирной церковной истории.
1 февраля 1961 года назначен преподавателем Карансебешской духовной семинарии. С 1 октября того же года назначен секретарём Арадской епархии. 22 октября 1961 года был рукоположен в сан диакона целибатом. С 1 июля 1962 года — секретарём Тимишоарской епархии. В 1962 году выдержал экзамен на компетентность.
В 1967 году стажировался на факультете протестантского богословия в Нёвшательском университете (Швейцария), одновременно обучаясь там же французскому языку и литературе. В 1967—1968 годах стажировался в Экуменическом институте Боссэ.
10 марта 1968 года был рукоположен во пресвитера и 1 апреля того же года был назначен административным викарием Тимишоарской кафедры. 24 июня 1969 года был пострижен в монашество в Монастыре Ходош-Бодрог. 6 декабря 1970 был возведен в сан архимандрита.
В 1971—1972 годах стажировался на богословском факультете Фрибурского университета в Швейцарии.
5 июня 1973 года защитил докторскую диссертацию на тему: «Христологическое учение святого Кирилла Александрийского, в свете современных тенденций к сближению Православной Церкви с Ориентальными Церквами» под научным руководством священника Иоанна Г. Комана.
15 декабря 1975 года по рекомендации митрополита Банатского Николая (Корняну) был избран викарным епископом Тимишоарской и Карансебешской епархии с титулом «Лугожский». 8 февраля 1976 года состоялась его епископская хиротония, которую совершили: митрополит Банатский Николай (Корняну), епископ Арадский Виссарион (Аштилян) и епископ Орадийский Василий (Коман).
30 сентября 1984 года епархиальное собрание Арадской епархии избрало его своим правящим архиереем. 2 декабря того же года в кафедральном соборе в Араде состоялась его интронизация.
18 июня 2009 года решением Священного Синода Румынской православной церкви Арадская епископия была возведена в ранг архиепископии, в связи с чем 28 ноября того же года в Свято-Троицком соборе в Араде официальные торжества.

## Награды
- Великий офицер ордена «За заслуги перед культурой»[рум.] в категории G «Культы» (2004 год, Румыния)[4].